# Gornja Velika (Sokolovac)
Gornja Velika falu Horvátországban Kapronca-Kőrös megyében. Közigazgatásilag Sokolovachoz tartozik.

## Fekvése
Kaproncától 14 km-re délre, községközpontjától 10 km-re délkeletre a Bilo hegyei között fekszik.

## Története
1857-ben 110, 1900-ban 193 lakosa volt. A falu Trianonig Belovár-Kőrös vármegye Belovári járásához tartozott. 2001-ben a falunak 110 lakosa volt.

## Külső hivatkozások
Sokolovac község hivatalos oldala